# Kommission für Zeitgeschichte
Die Kommission für Zeitgeschichte e. V.  ist eine außeruniversitäre Forschungseinrichtung zur Dokumentation und Erforschung der Geschichte des deutschen Katholizismus im 19. und 20. Jahrhundert. Dazu veröffentlicht sie zeitgeschichtliche Quellen (Editionen) und wissenschaftliche Untersuchungen (Dissertationen, Habilitationsschriften). Die Edition der „Akten deutscher Bischöfe“ zählt zu den renommierten Grundlagenforschungen der Geschichtswissenschaft in Deutschland. Darüber hinaus nimmt die Kommission für Zeitgeschichte Aufgaben nationaler und internationaler Forschungskoordination wahr, sie entwickelt und vernetzt Forschungsprojekte zur kirchlichen Zeitgeschichte und begleitet aktuelle thematische Brennpunktthemen durch ergänzende Recherchen und Studien.

## Organisation
Die 1962 gegründete Kommission für Zeitgeschichte e. V. ist ein freier Zusammenschluss von katholischen Persönlichkeiten aus Wissenschaft, kirchlichem und öffentlichem Leben. Sie besteht aus einem Trägerverein, einer Wissenschaftlichen Kommission und einer Geschäfts- und Forschungsstelle. Der Verein verfolgt den Zweck, wissenschaftliche Forschungen zur Geschichte des deutschen Katholizismus zu betreiben, zu fördern und zu veröffentlichen. Dazu betraut er ein interdisziplinär besetztes Gremium unabhängiger Fachwissenschaftler aus Geschichtswissenschaft, Politikwissenschaft und Theologie (die Wissenschaftliche Kommission) mit der Beratung von Forschungsvorhaben und der Prüfung von Manuskripten.
Der in Bonn ansässigen Geschäfts- und Forschungsstelle ist ein Archiv mit Beständen kirchennaher Organisationen und mit Nachlässen historischer Persönlichkeiten angegliedert. Die in über 40 Jahren systematisch ausgebaute Spezialbibliothek umfasst ca. 28.000 Bände zur Geschichte von katholischer Kirche und Katholizismus in Deutschland und Europa sowie mehr als 50 laufende wissenschaftliche Fachzeitschriften.

## Gründung
Zeitgeschichtsforschung in der Bundesrepublik Deutschland bedeutete zunächst Erforschung des Nationalsozialismus und seiner Vorgeschichte. Der Wunsch, den nationalsozialistischen Kirchenkampf zu erforschen, gab auch den Anstoß zur Gründung der Kommission für Zeitgeschichte. Vier unterschiedliche Impulse leiteten seit Mitte der 1950er Jahre eine personelle Vernetzung und programmatische Entwicklung der zeitgeschichtlichen Katholizismusforschung ein:
a) Aus dem Umfeld der CDU und des politischen Katholizismus unterstützten Heinrich Krone und Johannes Schauff eine Gesamtdarstellung des Kirchenkampfes und entwickelten die Idee einer von Fachhistorikern besetzten zentralen Archivierungs- und Beratungsstelle.
b) In einem Kreis von Historikern, die Prälat Wilhelm Böhler wegen der juristischen Auseinandersetzungen über die Gültigkeit des Reichskonkordates (Urteil BVerfG 1957) versammelt hatte, entstanden Pläne für ein „Institut zur Erforschung der Geschichte des Katholischen Deutschland im 18. und 19. Jahrhundert“.
c) Im Sommer 1960 konkretisierten Ernst Deuerlein und Rudolf Morsey zusammen mit dem Mainzer Grünewald-Verlag die konzeptionelle Blaupause für die Veröffentlichung von Quellen, Forschungen und Lebensbildern zur Geschichte des deutschen Katholizismus im 19. und 20. Jahrhundert.
d) Die im Juli 1960 veröffentlichte bahnbrechende Studie Rudolf Morseys über den Untergang der Zentrumspartei bildete schließlich den Anstoß für eine Anfang Mai 1961 vom Direktor der Katholischen Akademie in Bayern, Monsignore Karl Forster, organisierte Zeitzeugentagung „Die deutschen Katholiken und das Schicksal der Weimarer Republik“ in Würzburg.
Die Initiative von katholischen Historikern (Dieter Albrecht, Rudolf Morsey, Konrad Repgen) und das Interesse von katholischen Persönlichkeiten des kirchlichen und öffentlichen Lebens (Msgr. Karl Forster, Heinrich Krone, Johannes Schauff) führten im September 1962 zur Gründung der „Kommission für Zeitgeschichte bei der Katholischen Akademie in Bayern“. Den wissenschaftlichen Vorsitz übernahm der Historiker Konrad Repgen. Seit 1972 haben die „Kommission für Zeitgeschichte e. V.“ und ihre Geschäfts- und Forschungsstelle ihren Sitz in Bonn.

## Forschung
Das Forschungsinteresse richtet sich auf die soziale und politische Wirksamkeit des deutschen Katholizismus von seinen Anfängen im 19. Jahrhundert bis in die Gegenwart. Dabei ist der Erfahrungsraum der Mitlebenden immer mit eingeschlossen: zunächst die Zeit nach 1945 und im vereinigten Deutschland speziell auch die Geschichte des Katholizismus in der DDR. Thematisch und methodisch greifen die historischen Forschungen politik- und institutionsgeschichtliche, kirchengeschichtliche sowie kulturgeschichtliche Fragestellungen auf.
In 16 Bänden „Akten deutscher Bischöfe“ sind für die Jahre 1871 bis 1945 über 4.800 Dokumente kommentiert und veröffentlicht. Es sind dies die
- Akten der Fuldaer Bischofskonferenz von 1871 bis 1918
- Akten deutscher Bischöfe über die Lage der Kirche 1918–1933
- Akten deutscher Bischöfe über die Lage der Kirche 1933–1945

sowie ergänzend die
- Akten Michael Kardinal von Faulhabers 1917–1952
- Akten, Briefe und Predigten Bischof Clemens August Graf von Galens 1933–1945

Seit 2006 liegt auch eine kommentierte Quellenauswahl „Katholische Kirche und Nationalsozialismus 1930–1945“ für den Unterricht an Schulen und Universitäten vor.
Die „Akten deutscher Bischöfe seit 1945“ setzen die Reihe der Editionen über das Dritte Reich hinaus fort. Dokumentiert wird das Denken und Handeln der deutschen Bischöfe parallel für die Besatzungszonen in West und Ost bzw. die Bundesrepublik und die DDR. Das vorerst auf sieben Bände angelegte Vorhaben umfasst den Zeitraum zwischen Kriegsende 1945 und dem Bau der Berliner Mauer 1961. Die sieben Bände werden für die Jahre 1945–1961 etwa 2.500 weitere Dokumente bereitstellen; bereits erschienen ist die Edition „Akten deutscher Bischöfe seit 1945. DDR 1957–1961“
Zu den laufenden Projekten zählt die Erarbeitung eines webbasierten Biografisch-Bibliografischen Lexikon des katholischen Deutschland seit 1800 sowie die Herausgabe der Akten und Berichte des Apostolischen Nuntius in Berlin 1930–1939.

## Mitglieder der Wissenschaftlichen Kommission (Stand: Juli 2023)
Quelle: Kommission für Zeitgeschichte
| - Thomas Brechenmacher, Potsdam (Vorsitzender) - Claus Arnold, Mainz - Birgit Aschmann, Berlin - Mariano P. Barbato, Passau/Münster - Winfried Becker, Passau - Florian Bock, Bochum - Katrin Boeckh, Regensburg - Marc Breuer, Paderborn - Günter Buchstab, St. Augustin - Dominik Burkard, Würzburg - Wilhelm Damberg, Bochum - Klaus Große Kracht, Hamburg - Ulrich von Hehl, Leipzig - Hans Günter Hockerts, München - Andreas Holzem, Tübingen - Michael Kißener, Mainz - Hans-Michael Körner, München | - Ferdinand Kramer, München - Christian Kuchler, Aachen - Antonius Liedhegener, Luzern - Rudolf Morsey, Speyer - Ursula Münch, Tutzing u. München - Gisela Muschiol, Bonn - Heinrich Oberreuter, Passau - Nicole Priesching, Paderborn - Markus Raasch, Mainz - Mark Edward Ruff, St. Louis - Thomas Scharf-Wrede, Hildesheim - Jörg Seiler, Erfurt - Martina Steber, München/Augsburg - Dietmar Süß, Augsburg - Christian Waldhoff, Berlin - Monika Wienfort, Potsdam - Hubert Wolf, Münster - Walter Ziegler, München |

## Ehemalige Mitglieder (Auswahl)
| - Urs Altermatt, Freiburg/Schweiz - Wilhelm Damberg, Bochum - Ernst Deuerlein, Dillingen/München (†) - Klaus Gotto, Bonn (†) - Thomas Großbölting, Münster (†) - Heinz Hürten, Ingolstadt (†) - Hans-Michael Körner, München - Heinrich Krone, Bonn (†) | - Hans Maier, München - Hugo Ott, Freiburg (†) - Josef Pilvousek, Erfurt - Anton Rauscher SJ, Mönchengladbach (†) - Konrad Repgen, Bonn (†) - Andreas Rödder, Mainz - Joachim Schmiedl, Vallendar (†) - Karl Schmitt, Jena - Norbert Trippen, Köln (†) |

## Publikationen
Die Forschungsergebnisse werden in einer eigenen wissenschaftlichen Reihe, den „Veröffentlichungen der Kommission für Zeitgeschichte“ (VKZG) publiziert, welche nach der Farbe des Einbandes auch „Blaue Reihe“ genannt wird. Die Veröffentlichungen erscheinen in zwei Abteilungen, Reihe A: Quellen und Reihe B: Forschungen. Die Bände wurden zunächst vom Matthias Grünewald-Verlag in Mainz publiziert. Seit 1995 werden sie vom Verlag Ferdinand Schöningh, Paderborn verlegt. Seit 1965 sind über 160 Veröffentlichungen zur Geschichte des deutschen Katholizismus erschienen, darunter mehr als 50 Quellenbände.